# گئورگی اسخیرتلادزه
گئورگی اسخیرتلادزه (گرجی: გიორგი სხირტლაძე؛ ۹ نوامبر ۱۹۳۲ – ۲۵ مارس ۲۰۰۸) کشتی‌گیر اهل گرجستان بود.
وی در مسابقات کشوری و بین‌المللی در مجموع برندهٔ ۲ مدال نقره، ۱ مدال برنز شده‌است.